# SHV-Grossfeld-Cup 2015
Der SHV-Grossfeld-Cup 2015 war die 74. Austragung des Schweizer Handballgrossfeld-Cup-Wettbewerbs der Männer. Gleichzeitig war es die Winterthurer Grossfeldtrophy 2015 (Sonntag) und die 1. Austragung des Winterthurer Handballgrossfeld-Cup-Wettbewerbs.

## Finalrunden

### Rangliste
| Pl.                               |  | Verein                  | Sp. | S | U | N | Tore    | Diff. | Punkte |
| --------------------------------- |  | ----------------------- | --- | - | - | - | ------- | ----- | ------ |
| 1.                                |  | BSV Borba Luzern (GC)   | 4   | 4 | 0 | 0 | 072:300 | +42   | 08:00  |
| 2.                                |  | TV Appenzell            | 4   | 3 | 0 | 1 | 047:470 | ±0    | 06:20  |
| 3.                                |  | Pfadi Winterthur        | 4   | 1 | 1 | 2 | 052:580 | −6    | 03:50  |
| 4.                                |  | Seen Tigers             | 4   | 1 | 1 | 2 | 057:670 | −10   | 03:50  |
| 5.                                |  | HC Rüti-Rapperswil-Jona | 5   | 1 | 0 | 4 | 034:600 | −26   | 02:80  |
| Quelle: SHV, Stand: 21. Juni 2015 |  |                         |     |   |   |   |         |       |        |

| Zum Cup-Ende 2015:   |                                             |
|                      |                                             |
|                      | Grossfeld-Cup-Sieger 2015                   |
|                      |                                             |
| Zum Saisonende 2014: |                                             |
| (GC)                 | Grossfeld-Cup-Sieger 2014: BSV Borba Luzern |

### Spiele
| 21. Juni 2015 9:00 Uhr | Pfadi Winterthur | 13:9 | HC Rüti-Rapperswil-Jona | Sportplatz Wallrüti, Winterthur Schiedsrichter: Joss |
| 21. Juni 2015 9:00 Uhr |                  |      |                         | Sportplatz Wallrüti, Winterthur Schiedsrichter: Joss |
| 21. Juni 2015 9:00 Uhr | Spielbericht     |      |                         | Sportplatz Wallrüti, Winterthur Schiedsrichter: Joss |

| 21. Juni 2015 9:50 Uhr | BSV Borba Luzern | 15:10 | TV Appenzell | Sportplatz Wallrüti, Winterthur Schiedsrichter: Joss |
| 21. Juni 2015 9:50 Uhr |                  |       |              | Sportplatz Wallrüti, Winterthur Schiedsrichter: Joss |
| 21. Juni 2015 9:50 Uhr | Spielbericht     |       |              | Sportplatz Wallrüti, Winterthur Schiedsrichter: Joss |

| 21. Juni 2015 10:40 Uhr | Seen Tigers  | 15:20 | HC Rüti-Rapperswil-Jona | Sportplatz Wallrüti, Winterthur Schiedsrichter: Joss |
| 21. Juni 2015 10:40 Uhr |              |       |                         | Sportplatz Wallrüti, Winterthur Schiedsrichter: Joss |
| 21. Juni 2015 10:40 Uhr | Spielbericht |       |                         | Sportplatz Wallrüti, Winterthur Schiedsrichter: Joss |

| 21. Juni 2015 11:30 Uhr | Pfadi Winterthur | 6:14 | BSV Borba Luzern | Sportplatz Wallrüti, Winterthur Schiedsrichter: Eichenberger |
| 21. Juni 2015 11:30 Uhr |                  |      |                  | Sportplatz Wallrüti, Winterthur Schiedsrichter: Eichenberger |
| 21. Juni 2015 11:30 Uhr | Spielbericht     |      |                  | Sportplatz Wallrüti, Winterthur Schiedsrichter: Eichenberger |

| 21. Juni 2015 12:20 Uhr | TV Appenzell | 9:8 | HC Rüti-Rapperswil-Jona | Sportplatz Wallrüti, Winterthur Schiedsrichter: Dietrich |
| 21. Juni 2015 12:20 Uhr |              |     |                         | Sportplatz Wallrüti, Winterthur Schiedsrichter: Dietrich |
| 21. Juni 2015 12:20 Uhr | Spielbericht |     |                         | Sportplatz Wallrüti, Winterthur Schiedsrichter: Dietrich |

| 21. Juni 2015 13:10 Uhr | Seen Tigers  | 7:20 | BSV Borba Luzern | Sportplatz Wallrüti, Winterthur Schiedsrichter: Eichenberger |
| 21. Juni 2015 13:10 Uhr |              |      |                  | Sportplatz Wallrüti, Winterthur Schiedsrichter: Eichenberger |
| 21. Juni 2015 13:10 Uhr | Spielbericht |      |                  | Sportplatz Wallrüti, Winterthur Schiedsrichter: Eichenberger |

| 21. Juni 2015 14:00 Uhr | Pfadi Winterthur | 11:13 | TV Appenzell | Sportplatz Wallrüti, Winterthur Schiedsrichter: Dietrich |
| 21. Juni 2015 14:00 Uhr |                  |       |              | Sportplatz Wallrüti, Winterthur Schiedsrichter: Dietrich |
| 21. Juni 2015 14:00 Uhr | Spielbericht     |       |              | Sportplatz Wallrüti, Winterthur Schiedsrichter: Dietrich |

| 21. Juni 2015 14:50 Uhr | BSV Borba Luzern | 23:7 | HC Rüti-Rapperswil-Jona | Sportplatz Wallrüti, Winterthur Schiedsrichter: Dietrich |
| 21. Juni 2015 14:50 Uhr |                  |      |                         | Sportplatz Wallrüti, Winterthur Schiedsrichter: Dietrich |
| 21. Juni 2015 14:50 Uhr | Spielbericht     |      |                         | Sportplatz Wallrüti, Winterthur Schiedsrichter: Dietrich |

| 21. Juni 2015 15:40 Uhr | Seen Tigers  | 13:15 | TV Appenzell | Sportplatz Wallrüti, Winterthur Schiedsrichter: Müller |
| 21. Juni 2015 15:40 Uhr |              |       |              | Sportplatz Wallrüti, Winterthur Schiedsrichter: Müller |
| 21. Juni 2015 15:40 Uhr | Spielbericht |       |              | Sportplatz Wallrüti, Winterthur Schiedsrichter: Müller |

| 21. Juni 2015 16:30 Uhr | Pfadi Winterthur | 22:22 | Seen Tigers | Sportplatz Wallrüti, Winterthur Schiedsrichter: Müller |
| 21. Juni 2015 16:30 Uhr |                  |       |             | Sportplatz Wallrüti, Winterthur Schiedsrichter: Müller |
| 21. Juni 2015 16:30 Uhr | Spielbericht     |       |             | Sportplatz Wallrüti, Winterthur Schiedsrichter: Müller |

## Qualifikationsrunde / Winterthurer Grossfeldtrophy (Samstag)
Der  TSV Fortitudo Gossau qualifizierte sich über die Winterthurer Grossfeldtrophy vom Samstag, gab aber seinen Startplatz zugunsten der  Seen Tigers ab.